# Patty Jenkins
Patricia Lea "Patty" Jenkins (Victorville, 23 de julho de 1971) é uma diretora de cinema americana e roteirista. Ela é conhecida por dirigir os filmes Monster (2003) e Mulher-Maravilha (2017).

## Carreira
O filme mais famoso que Patty tinha dirigido até então é Monster, um docuficção sobre a assassina em série Aileen Wuornos, que rendeu o Oscar de Melhor Atriz para Charlize Theron.
Em 14 de julho de 2011, Jenkins recebeu uma indicação ao Emmy de Melhor Diretor de Série Dramática para o piloto de The Killing. Ela recebeu duas nomeações para os Prémios DGA Awards 2012 para diretorial proeminente Achievement, uma para "Realização diretorial proeminente em Série Dramática" e "Realização diretorial proeminente em filmes para televisão / Mini-série" por The Killing. Em 28 de janeiro de 2012, ela ganhou o prêmio DGA para diretorial proeminente Achievement para uma Série Dramática pelo piloto de The Killing.
Em abril de 2015, foi revelado que Jenkins iria dirigir o filme da Mulher Maravilha, o quarto filme do Universo estendido da DC agendado para ser lançado em 2017. Jenkins foi contratada depois que a diretora original, Michelle MacLaren, deixou o projeto devido a diferenças criativas. Jenkins foi cogitada anteriormente para dirigir Thor: The Dark World, mas deixou o projeto devido a diferenças criativas.

## Vida pessoal
Em 1 de setembro de 2007, Jenkins se casou com Sam Sheridan, autor dos livros A Fighter's Heart e The Fighter's Mind. Eles têm um filho juntos.

## Filmografia

### Filme
| Ano  | Filme                 | Diretora | Roteirista | Outra função | Notas                                    |
| ---- | --------------------- | -------- | ---------- | ------------ | ---------------------------------------- |
| 1995 | A Modern Affair       | Não      | Não        | Sim          | Assistente de câmera                     |
| 2003 | Monster               | Sim      | Sim        | Não          |                                          |
| 2017 | Mulher-Maravilha      | Sim      | Não        | Não          |                                          |
| 2020 | Mulher-Maravilha 1984 | Sim      | Sim        | Sim          | Também Produtora Executiva               |
| TBA  | Cléopatra             | Sim      | Não        | Não          | Pré-Produção                             |
| TBA  | Rogue Squadron        | Sim      | Não        | Não          | Pré-Produção                             |
| TBA  | Mulher-Maravilha 3    | Sim      | Sim        | Sim          | Pré-Produção, Também Produtora Executiva |

### Televisão
| Ano       | Série de TV                 | Diretora | Produtora | Atriz | Nota                                                                             |      |                      |     |     |     |                                                                |
| --------- | --------------------------- | -------- | --------- | ----- | -------------------------------------------------------------------------------- | ---- | -------------------- | --- | --- | --- | -------------------------------------------------------------- |
| Ano       | Série de TV                 | Diretora | Produtora | Atriz | Nota                                                                             | 2004 | Arrested Development | Sim | Não | Não | Episódio 2 da 2º Temporada: "The One Where They Build a House" |
| 2006      | Entourage                   | Sim      | Não       | Não   | Episódio 5 e 8 da 3º Temporada: "Crash and Burn" e "The Release"                 |      |                      |     |     |     |                                                                |
| 2008      | The Sarah Silverman Program | Não      | Não       | Sim   | Personagem Jill Talley do Episódio 19 da 2º Temporada: "Fetus Don't Fail Me Now" |      |                      |     |     |     |                                                                |
| 2011      | Five                        | Sim      | Não       | Não   |                                                                                  |      |                      |     |     |     |                                                                |
| 2011-2012 | The Killing                 | Sim      | Não       | Não   | "Pilot" e episódio 26: "What I Know"                                             |      |                      |     |     |     |                                                                |
| 2013      | Betrayal                    | Sim      | Executiva | Não   | Episódio: "Pilot"                                                                |      |                      |     |     |     |                                                                |
| 2016      | Frank & Lola                | Não      | Não       | Não   | Agradecimentos especiais nos créditos                                            |      |                      |     |     |     |                                                                |

## Recepção
| Filme                 | Rotten Tomatoes | Metacritic | Orçamento    | Bilheteria     |
| --------------------- | --------------- | ---------- | ------------ | -------------- |
| Monster               | 82%             | 74         | $8 milhões   | $60,4 milhões  |
| Mulher-Maravilha      | 92%             | 76         | $149 milhões | $818,9 milhões |
| Mulher-Maravliha 1984 | 59%             | 60         | $200 milhões | $165,5 milhões |